# Lista de expedições à Estação Espacial Internacional

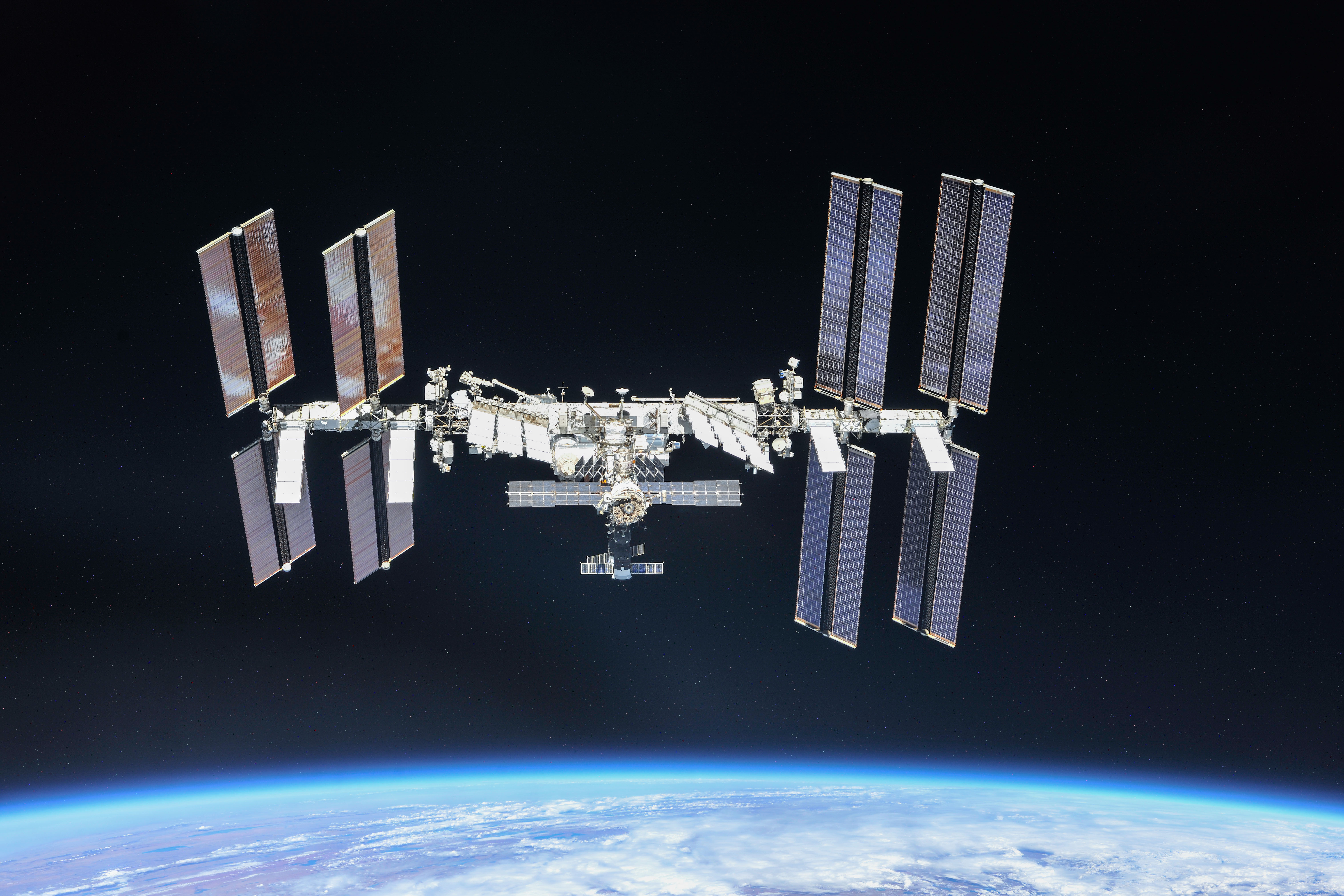
A Estação Espacial Internacional em 2018.

Esta é uma lista de expedições que estiveram na Estação Espacial Internacional nos 24 anos e 4 meses desde a Expedição 1. Desde o ano 2000, a estação recebeu a visita de cerca de 228 astronautas de 19 países diferentes, sendo que a primeira tripulação era formada por um estadunidense e dois russos. Geralmente os astronautas revezam-se acerca da ocupação da estação a cada seis meses. No ano de 2006, Marcos Pontes tornou-se o primeiro brasileiro a viajar para a EEI durante a Missão Centenário, em homenagem aos 100 anos do voo de Santos Dumont.
Com 109 metros de largura, 73 metros de comprimento, 20 metros de altura e cerca de 450 mil kg, depois da Lua, a EEI é considerada o segundo maior objeto no céu. Segundo a NASA, ela é do tamanho de um campo de futebol americano. Para ser construída, a EEI contou com a participação de 15 nações, EUA (NASA), Rússia (Roscosmos), Japão (JAXA), Canadá (Agência Espacial Canadiana), e outros 11 países da Agência Espacial Europeia. A estação espacial internacional começou a ser construída no ano de 1998 com a missão STS-88, que conectou em pleno espaço o módulo norte-americano Unity Node ao módulo russo Zarya.
Referente a habitação, cada equipe que a habita é formada por seis astronautas que geralmente revezam-se na EEI em estadias a cada seis meses. Lá os astronautas fazem experimentos e pesquisas a pedido de vários organizações e cientistas de todo mundo. Os astronautas também realizam experimentos que apenas lá é possível realizar pelo predomínio da microgravidade. Além da EEI ser ocupada por astronautas, frequentemente ela é visitada por turistas espaciais que depois de um pagamento relativamente alto e de um treinamento rigoroso e com propósitos não científicos, podem visitar a estação por um período de aproximadamente dez dias, sendo que o primeiro turista foi o multimilionário norte-americano Dennis Tito e o último até 2009 foi o canadense fundador do Cirque du Soleil Guy Laliberté. O turismo espacial para a ISS foi reiniciado com o voo de Yusaku Maezawa e Yozo Hirano a bordo da Soyuz MS-20 em 2021.

## Lista
| #                                                             | Insígnia                                                             | Tripulação                                                     | Veículo de lançamento Data de lançamento   | Veículo de aterrissagem Data de aterrissagem | Duração (dias)                       | Imagem da tripulação | Poster | Ref           |
| ------------------------------------------------------------- | -------------------------------------------------------------------- | -------------------------------------------------------------- | ------------------------------------------ | -------------------------------------------- | ------------------------------------ | -------------------- | ------ | ------------- |
| Expedição 1 2 de novembro de 2000 - 19 de março de 2001       |                                                                      |                                                                |                                            |                                              |                                      |                      |        |               |
| 1                                                             |                                                                      | William Shepherd Sergei Krikalev Yuri Gidzenko                 | Soyuz TM-31 31 de outubro de 2000          | STS-102 (Discovery) 21 de março de 2001      | 136d 19h 10m                         |                      |        | [ 9 ]         |
| Expedição 2 19 de março de 2001 - 20 de agosto de 2001        |                                                                      |                                                                |                                            |                                              |                                      |                      |        |               |
| 2                                                             |                                                                      | Yuri Usachev James Voss Susan Helms                            | STS-102 (Discovery) 8 de março de 2001     | STS-105 (Discovery) 22 de agosto de 2001     | 154d 10h 19m                         |                      |        | [ 10 ]        |
| Expedição 3 20 de agosto de 2001 - 15 de dezembro de 2001     |                                                                      |                                                                |                                            |                                              |                                      |                      |        |               |
| 3                                                             |                                                                      | Frank Culbertson Jr. Mikhail Tyurin Vladimir Dejurov           | STS-105 (Discovery) 10 de agosto de 2001   | STS-108 (Endeavour) 17 de dezembro de 2001   | 117d 2h 36m                          |                      |        | [ 11 ]        |
| Expedição 4 15 de dezembro de 2001 - 15 de junho de 2002      |                                                                      |                                                                |                                            |                                              |                                      |                      |        |               |
| 4                                                             |                                                                      | Yuri Onufriyenko Daniel Bursch Carl Walz                       | STS-108 (Endeavour) 5 de dezembro de 2001  | STS-111 (Endeavour) 19 de junho de 2002      | 181d 21h 4m                          |                      |        | [ 12 ]        |
| Expedição 5 15 de junho de 2002 - 2 de dezembro de 2002       |                                                                      |                                                                |                                            |                                              |                                      |                      |        |               |
| 5                                                             |                                                                      | Valery Korzun Peggy Whitson Sergei Treschev                    | STS-111 (Endeavour) 5 de junho de 2002     | STS-113 (Endeavour) 7 de dezembro de 2002    | 170d 6h 18m                          |                      |        | [ 13 ]        |
| Expedição 6 2 de dezembro de 2002 - 3 de maio de 2003         |                                                                      |                                                                |                                            |                                              |                                      |                      |        |               |
| 6                                                             |                                                                      | Kenneth Bowersox Nikolai Budarin Donald Pettit                 | STS-113 (Endeavour) 23 de novembro de 2002 | Soyuz TMA-1 3 de maio de 2003                | 152d, 1h 53m                         |                      |        | [ 14 ]        |
| Expedição 7 3 de maio de 2003 - 27 de outubro de 2003         |                                                                      |                                                                |                                            |                                              |                                      |                      |        |               |
| 7                                                             |                                                                      | Yuri Malenchenko Edward Lu                                     | Soyuz TMA-2 25 de abril de 2003            | Soyuz TMA-2 27 de outubro de 2003            | 177d e 34m                           |                      |        | [ 15 ]        |
| Expedição 8 27 de outubro de 2003 - 29 de abril de 2004       |                                                                      |                                                                |                                            |                                              |                                      |                      |        |               |
| 8                                                             |                                                                      | Michael Foale Alexander Kaleri                                 | Soyuz TMA-3 18 de outubro de 2003          | Soyuz TMA-3 29 de abril de 2004              | 184d, 21h e 35m                      |                      |        | [ 16 ]        |
| Expedição 9 29 de abril de 2004 - 23 de outubro de 2004       |                                                                      |                                                                |                                            |                                              |                                      |                      |        |               |
| 9                                                             |                                                                      | Gennady Padalka Michael Fincke                                 | Soyuz TMA-4 18 de abril de 2004            | Soyuz TMA-4 23 de outubro de 2004            | 177d e 16m                           |                      |        | [ 17 ]        |
| Expedição 10 23 de outubro de 2004 - 24 de abril de 2005      |                                                                      |                                                                |                                            |                                              |                                      |                      |        |               |
| 10                                                            |                                                                      | Leroy Chiao Salijan Sharipov                                   | Soyuz TMA-5 13 de outubro de 2004          | Soyuz TMA-5 24 de abril de 2005              | 182d, 21h e 36m                      |                      |        | [ 18 ]        |
| Expedição 11 24 de abril de 2005 - 10 de outubro de 2005      |                                                                      |                                                                |                                            |                                              |                                      |                      |        |               |
| 11                                                            |                                                                      | Sergei Krikalev John Phillips                                  | Soyuz TMA-6 14 de abril de 2005            | Soyuz TMA-6 10 de outubro de 2005            | 169d, 3h e 4m                        |                      |        | [ 19 ]        |
| Expedição 12 10 de outubro de 2005 - 8 de abril de 2006       |                                                                      |                                                                |                                            |                                              |                                      |                      |        |               |
| 12                                                            |                                                                      | William McArthur Jr. Valery Tokarev                            | Soyuz TMA-7 30 de setembro de 2005         | Soyuz TMA-7 8 de abril de 2006               | 179d, 23h e 8m                       |                      |        | [ 20 ]        |
| Expedição 13 8 de abril de 2006 - 28 de setembro de 2006      |                                                                      |                                                                |                                            |                                              |                                      |                      |        |               |
| 13                                                            |                                                                      | Pavel Vinogradov Jeffrey Williams                              | Soyuz TMA-8 29 de março de 2006            | Soyuz TMA-8 28 de setembro de 2006           | 173d e 55m                           |                      |        | [ 21 ]        |
| 13                                                            | Thomas Reiter                                                        | STS-121 (Discovery) 4 de julho de 2006                         | Continuou para a Expedição 14              | Continuou para a Expedição 14                |                                      |                      |        | [ 21 ]        |
| Expedição 14 28 de setembro de 2006 - 21 de abril de 2007     |                                                                      |                                                                |                                            |                                              |                                      |                      |        |               |
| 14                                                            |                                                                      | Miguel López-Alegría Mikhail Tyurin                            | Soyuz TMA-9 18 de setembro de 2006         | Soyuz TMA-9 21 de abril de 2007              | 204d, 11h e 18m                      |                      |        | [ 22 ]        |
| 14                                                            | Thomas Reiter                                                        | Continuação da expedição anterior                              | STS-116 (Discovery) 22 de dezembro de 2006 | 171d, 3h e 54min                             |                                      |                      |        | [ 22 ]        |
| 14                                                            | Sunita Williams                                                      | STS-116 (Discovery) 10 de dezembro de 2006                     | Continuou para a Expedição 15              | Continuou para a Expedição 15                |                                      |                      |        | [ 22 ]        |
| Expedição 15 21 de abril de 2007 - 21 de outubro de 2007      |                                                                      |                                                                |                                            |                                              |                                      |                      |        |               |
| 15                                                            |                                                                      | Fyodor Yurchikhin Oleg Kotov                                   | Soyuz TMA-10 7 de abril de 2007            | Soyuz TMA-10 21 de outubro de 2007           | 182d, 22h e 2m                       |                      |        | [ 23 ]        |
| 15                                                            | Sunita Williams                                                      | Continuação da expedição anterior                              | STS-117 (Atlantis) 22 de junho de 2007     | 194d, 18h e 2min                             |                                      |                      |        | [ 23 ]        |
| 15                                                            | Clayton Anderson                                                     | STS-117 (Atlantis) 8 de junho de 2007                          | Continuou para a Expedição 16              | Continuou para a Expedição 16                |                                      |                      |        | [ 23 ]        |
| Expedição 16 21 de outubro de 2007 - 19 de abril de 2008      |                                                                      |                                                                |                                            |                                              |                                      |                      |        |               |
| 16                                                            |                                                                      | Peggy Whitson Yuri Malenchenko                                 | Soyuz TMA-11 10 de outubro de 2007         | Soyuz TMA-11 19 de abril de 2008             | 180d, 21h e 54m                      |                      |        | [ 24 ]        |
| 16                                                            | Clayton Anderson                                                     | Continuação da expedição anterior                              | STS-120 (Discovery) 7 de novembro de 2007  | 151d, 18h e 23min                            |                                      |                      |        | [ 24 ]        |
| 16                                                            | Daniel Tani                                                          | STS-120 (Discovery) 29 de outubro de 2007                      | STS-122 (Atlantis) 20 de fevereiro de 2008 | 119d, 22h e 29min                            |                                      |                      |        | [ 24 ]        |
| 16                                                            | Léopold Eyharts                                                      | STS-122 (Atlantis) 7 de fevereiro de 2008                      | STS-123 (Endeavour) 27 de março de 2008    | 48d, 4h e 54min                              |                                      |                      |        | [ 24 ]        |
| 16                                                            | Garrett Reisman                                                      | STS-123 (Endeavour) 11 de março de 2008                        | Continuou para a Expedição 17              | Continuou para a Expedição 17                |                                      |                      |        | [ 24 ]        |
| Expedição 17 19 de abril de 2008 - 24 de outubro de 2008      |                                                                      |                                                                |                                            |                                              |                                      |                      |        |               |
| 17                                                            |                                                                      | Sergei Volkov Oleg Kononenko                                   | Soyuz TMA-12 8 de abril de 2008            | Soyuz TMA-12 24 de outubro de 2008           | 187d, 19h e 7m                       |                      |        | [ 25 ]        |
| 17                                                            | Garrett Reisman                                                      | Continuação da expedição anterior                              | STS-124 (Discovery) 14 de junho de 2008    | 95d, 7h e 47min                              |                                      |                      |        | [ 25 ]        |
| 17                                                            | Gregory Chamitoff                                                    | STS-124 (Discovery) 31 de maio de 2008                         | Continuou para a Expedição 18              | Continuou para a Expedição 18                |                                      |                      |        | [ 25 ]        |
| Expedição 18 24 de outubro de 2008 - 8 de abril de 2009       |                                                                      |                                                                |                                            |                                              |                                      |                      |        |               |
| 18                                                            |                                                                      | Michael Fincke Yuri Lonchakov                                  | Soyuz TMA-13 12 de outubro de 2008         | Soyuz TMA-13 8 de abril de 2009              | 166d, 2h e 39m                       |                      |        | [ 26 ]        |
| 18                                                            | Gregory Chamitoff                                                    | Continuação da expedição anterior                              | STS-126 (Endeavour) 30 de novembro de 2008 | 183d e 23min                                 |                                      |                      |        | [ 26 ]        |
| 18                                                            | Sandra Magnus                                                        | STS-126 (Endeavour) 15 de novembro de 2008                     | STS-119 (Discovery) 28 de março de 2009    | 133d, 18h e 18min                            |                                      |                      |        | [ 26 ]        |
| 18                                                            | Koichi Wakata                                                        | STS-119 (Discovery) 15 de março de 2009                        | Continuou para a próxima expedição         | Continuou para a próxima expedição           |                                      |                      |        | [ 26 ]        |
| Expedição 19 8 de abril de 2009 - 29 de maio de 2009          |                                                                      |                                                                |                                            |                                              |                                      |                      |        |               |
| 19                                                            |                                                                      | Gennady Padalka Michael Barratt                                | Soyuz TMA-14 26 de março de 2009           | Continuaram para a próxima expedição         | Continuaram para a próxima expedição |                      |        | [ 27 ]        |
| 19                                                            | Koichi Wakata                                                        | Continuação da expedição anterior                              |                                            | Continuaram para a próxima expedição         | Continuaram para a próxima expedição |                      |        | [ 27 ]        |
| Expedição 20 29 de maio de 2009 - 11 de outubro de 2009       |                                                                      |                                                                |                                            |                                              |                                      |                      |        |               |
| 20                                                            |                                                                      | Gennady Padalka Michael Barratt                                | Continuação da expedição anterior          | Soyuz TMA-14 11 de outubro de 2009           | 198 d, 16h e 43min                   |                      |        | [ 28 ]        |
| 20                                                            | Koichi Wakata                                                        | STS-127 (Endeavour) 31 de julho de 2009                        | Continuação da expedição anterior          | 137d, 15h e 4min                             |                                      |                      |        | [ 28 ]        |
| 20                                                            | Roman Romanenko Frank De Winne Robert Thirsk                         | Soyuz TMA-15 27 de maio de 2009                                | Continuaram para a Expedição 21            | Continuaram para a Expedição 21              |                                      |                      |        | [ 28 ]        |
| 20                                                            | Timothy Kopra                                                        | STS-127 (Endeavour) 15 de julho de 2009                        | STS-128 (Discovery) 11 de setembro de 2009 | 58d, 2h e 50min                              |                                      |                      |        | [ 28 ]        |
| 20                                                            | Nicole Stott                                                         | STS-128 (Discovery) 29 de agosto de 2009                       | Continuou para a Expedição 21              | Continuou para a Expedição 21                |                                      |                      |        | [ 28 ]        |
| Expedição 21 11 de outubro de 2009 - 1 de dezembro de 2009    |                                                                      |                                                                |                                            |                                              |                                      |                      |        |               |
| 21                                                            |                                                                      |                                                                |                                            |                                              |                                      |                      |        |               |
| Frank De Winne Robert Thirsk Roman Romanenko                  | Continuação da expedição anterior                                    | Soyuz TMA-15 1 de dezembro de 2009                             | 187d, 20h e 41min                          |                                              |                                      | [ 29 ]               |        |               |
| Nicole Stott                                                  | Continuação da expedição anterior                                    | STS-129 (Atlantis) 27 de novembro de 2009                      | 90d, 10h e 45min                           |                                              |                                      | [ 29 ]               |        |               |
| Jeffrey Williams Maxim Surayev                                | Soyuz TMA-16 30 de setembro de 2009                                  | Continuaram para a Expedição 22                                | Continuaram para a Expedição 22            |                                              |                                      | [ 29 ]               |        |               |
| Expedição 22 1 de dezembro de 2009 - 18 de março de 2010      |                                                                      |                                                                |                                            |                                              |                                      |                      |        |               |
| 22                                                            |                                                                      | Jeffrey Williams Maxim Surayev                                 | Continuação da expedição anterior          | Soyuz TMA-16 18 de março de 2010             | 169d, 4h e 9min                      |                      |        | [ 30 ]        |
| 22                                                            | Timothy Creamer Oleg Kotov Soichi Noguchi                            | Soyuz TMA-17 20 de dezembro de 2009                            | Continuaram para a Expedição 23            | Continuaram para a Expedição 23              |                                      |                      |        | [ 30 ]        |
| Expedição 23 18 de março de 2010 - 2 de junho de 2010         |                                                                      |                                                                |                                            |                                              |                                      |                      |        |               |
| 23                                                            |                                                                      | Oleg Kotov Timothy Creamer Soichi Noguchi                      | Continuação da expedição anterior          | Soyuz TMA-17 2 de junho de 2010              | 163d, 5h e 33min                     |                      |        | [ 31 ]        |
| 23                                                            | Alexandr Skvortsov Mikhail Kornienko Tracy Caldwell                  | Soyuz TMA-18 2 de abril de 2010                                | Continuaram para a Expedição 24            | Continuaram para a Expedição 24              |                                      |                      |        | [ 31 ]        |
| Expedição 24 2 de junho de 2010 - 25 de setembro de 2010      |                                                                      |                                                                |                                            |                                              |                                      |                      |        |               |
| 24                                                            |                                                                      | Alexandr Skvortsov Mikhail Kornienko Tracy Caldwell            | Continuação da expedição anterior          | Soyuz TMA-18 25 de setembro de 2010          | 176d, 1h e 19min                     |                      |        | [ 32 ]        |
| 24                                                            | Fyodor Yurchikhin Shannon Walker Douglas Wheelock                    | Soyuz TMA-19 15 de junho de 2010                               | Continuaram para a Expedição 25            | Continuaram para a Expedição 25              |                                      |                      |        | [ 32 ]        |
| Expedição 25 25 de setembro de 2010 - 26 de novembro de 2010  |                                                                      |                                                                |                                            |                                              |                                      |                      |        |               |
| 25                                                            |                                                                      | Douglas Wheelock Shannon Walker Fyodor Yurchikhin              | Continuação da expedição anterior          | Soyuz TMA-19 26 de novembro de 2010          | 163d, 7h e 11min                     |                      |        | [ 33 ]        |
| 25                                                            | Alexander Kaleri Oleg Skripochka Scott Kelly                         | Soyuz TMA-01M 7 de outubro de 2010                             | Continuaram para a Expedição 26            | Continuaram para a Expedição 26              |                                      |                      |        | [ 33 ]        |
| Expedição 26 26 de novembro de 2010 - 16 de março de 2011     |                                                                      |                                                                |                                            |                                              |                                      |                      |        |               |
| 26                                                            |                                                                      | Scott Kelly Oleg Skripochka Alexander Kaleri                   | Continuação da expedição anterior          | Soyuz TMA-01M 15 de março de 2011            | 159d, 8h e 43min                     |                      |        | [ 34 ]        |
| 26                                                            | Catherine Coleman Dmitri Kondratyev Paolo Nespoli                    | Soyuz TMA-20 15 de dezembro de 2010                            | Continuaram para a Expedição 27            | Continuaram para a Expedição 27              |                                      |                      |        | [ 34 ]        |
| Expedição 27 16 de março de 2011 - 23 de maio de 2011         |                                                                      |                                                                |                                            |                                              |                                      |                      |        |               |
| 27                                                            |                                                                      | Dmitri Kondratyev Catherine Coleman Paolo Nespoli              | Continuação da expedição anterior          | Soyuz TMA-20 24 de maio de 2011              | 159d, 7h e 18min                     |                      |        | [ 35 ]        |
| 27                                                            | Ronald Garan Jr. Andrei Borisenko Aleksandr Samokutyayev             | Soyuz TMA-21 4 de abril de 2011                                | Continuaram para a Expedição 28            | Continuaram para a Expedição 28              |                                      |                      |        | [ 35 ]        |
| Expedição 28 23 de maio de 2011 - 16 de setembro de 2011      |                                                                      |                                                                |                                            |                                              |                                      |                      |        |               |
| 28                                                            |                                                                      | Andrei Borisenko Ronald Garan Jr. Aleksandr Samokutyayev       | Continuação da expedição anterior          | Soyuz TMA-21 16 de setembro de 2011          | 164d, 5h e 41min                     |                      |        | [ 36 ]        |
| 28                                                            | Michael Fossum Sergei Volkov Satoshi Furukawa                        | Soyuz TMA-02M 7 de junho de 2011                               | Continuaram para a Expedição 29            | Continuaram para a Expedição 29              |                                      |                      |        | [ 36 ]        |
| Expedição 29 16 de setembro de 2011 - 21 de novembro de 2011  |                                                                      |                                                                |                                            |                                              |                                      |                      |        |               |
| 29                                                            |                                                                      | Michael Fossum Sergei Volkov Satoshi Furukawa                  | Continuação da expedição anterior          | Soyuz TMA-02M 22 de novembro de 2011         | 167d, 6h e 13min                     |                      |        | [ 37 ]        |
| 29                                                            | Daniel Burbank Anton Shkaplerov Anatoli Ivanishin                    | Soyuz TMA-22 14 de novembro de 2011                            | Continuaram para a Expedição 30            | Continuaram para a Expedição 30              |                                      |                      |        | [ 37 ]        |
| Expedição 30 21 de novembro de 2011 - 27 de abril de 2012     |                                                                      |                                                                |                                            |                                              |                                      |                      |        |               |
| 30                                                            |                                                                      | Daniel Burbank Anton Shkaplerov Anatoli Ivanishin              | Continuação da expedição anterior          | Soyuz TMA-22 27 de abril de 2012             | 165d, 7h e 31min                     |                      |        | [ 38 ]        |
| 30                                                            | Donald Pettit André Kuipers Oleg Kononenko                           | Soyuz TMA-03M 21 de dezembro de 2011                           | Continuaram para a Expedição 31            | Continuaram para a Expedição 31              |                                      |                      |        | [ 38 ]        |
| Expedição 31 27 de abril de 2012 - 1 de julho de 2012         |                                                                      |                                                                |                                            |                                              |                                      |                      |        |               |
| 31                                                            |                                                                      | Oleg Kononenko Donald Pettit André Kuipers                     | Continuação da expedição anterior          | Soyuz TMA-03M 1 de julho de 2012             | 192d, 18h e 58min                    |                      |        | [ 39 ]        |
| 31                                                            | Gennady Padalka Sergei Revin Joseph Acaba                            | Soyuz TMA-04M 15 de maio de 2012                               | Continuaram para a Expedição 32            | Continuaram para a Expedição 32              |                                      |                      |        | [ 39 ]        |
| Expedição 32 1 de julho de 2012 - 16 de setembro de 2012      |                                                                      |                                                                |                                            |                                              |                                      |                      |        |               |
| 32                                                            |                                                                      | Gennady Padalka Sergei Revin Joseph Acaba                      | Continuação da expedição anterior          | Soyuz TMA-04M 17 de setembro de 2012         | 124d, 23h e 52min                    |                      |        | [ 40 ]        |
| 32                                                            | Yuri Malenchenko Akihiko Hoshide Sunita Williams                     | Soyuz TMA-05M 15 de julho de 2012                              | Continuaram para a Expedição 33            | Continuaram para a Expedição 33              |                                      |                      |        | [ 40 ]        |
| Expedição 33 16 de setembro de 2012 - 18 de novembro de 2012  |                                                                      |                                                                |                                            |                                              |                                      |                      |        |               |
| 33                                                            |                                                                      | Sunita Williams Yuri Malenchenko Akihiko Hoshide               | Continuação da expedição anterior          | Soyuz TMA-05M 19 de novembro de 2012         | 126d, 23h e 13min                    |                      |        | [ 41 ]        |
| 33                                                            | Oleg Novitskiy Evgeny Tarelkin Kevin Ford                            | Soyuz TMA-06M 23 de outubro de 2012                            | Continuaram para a Expedição 34            | Continuaram para a Expedição 34              |                                      |                      |        | [ 41 ]        |
| Expedição 34 18 de novembro de 2012 - 15 de março de 2013     |                                                                      |                                                                |                                            |                                              |                                      |                      |        |               |
| 34                                                            |                                                                      | Kevin Ford Oleg Novitskiy Evgeny Tarelkin                      | Continuação da expedição anterior          | Soyuz TMA-06M 16 de março de 2013            | 143d, 16h e 14min                    |                      |        | [ 42 ]        |
| 34                                                            | Thomas Marshburn Roman Romanenko Chris Hadfield                      | Soyuz TMA-07M 19 de dezembro de 2012                           | Continuaram para a Expedição 35            | Continuaram para a Expedição 35              |                                      |                      |        | [ 42 ]        |
| Expedição 35 15 de março de 2013 - 14 de maio de 2013         |                                                                      |                                                                |                                            |                                              |                                      |                      |        |               |
| 35                                                            |                                                                      | Chris Hadfield Thomas Marshburn Roman Romanenko                | Continuação da expedição anterior          | Soyuz TMA-07M 14 de maio de 2013             | 145d, 14h e 18min                    |                      |        | [ 43 ]        |
| 35                                                            | Pavel Vinogradov Christopher Cassidy Aleksandr Misurkin              | Soyuz TMA-08M 29 de março de 2013                              | Continuaram para a Expedição 36            | Continuaram para a Expedição 36              |                                      |                      |        | [ 43 ]        |
| Expedição 36 14 de maio de 2013 - 10 de setembro de 2013      |                                                                      |                                                                |                                            |                                              |                                      |                      |        |               |
| 36                                                            |                                                                      | Pavel Vinogradov Christopher Cassidy Aleksandr Misurkin        | Continuação da expedição anterior          | Soyuz TMA-08M 11 de setembro de 2013         | 166d, 6h e 15min                     |                      |        | [ 44 ]        |
| 36                                                            | Fyodor Yurchikhin Karen Nyberg Luca Parmitano                        | Soyuz TMA-09M 28 de maio de 2013                               | Continuaram para a Expedição 37            | Continuaram para a Expedição 37              |                                      |                      |        | [ 44 ]        |
| Expedição 37 10 de setembro de 2013 - 10 de novembro de 2013  |                                                                      |                                                                |                                            |                                              |                                      |                      |        |               |
| 37                                                            |                                                                      | Fyodor Yurchikhin Karen Nyberg Luca Parmitano                  | Continuação da expedição anterior          | Soyuz TMA-09M 11 de novembro de 2013         | 166d, 6h e 18min                     |                      |        | [ 45 ]        |
| 37                                                            | Oleg Kotov Michael Hopkins Sergei Ryazansky                          | Soyuz TMA-10M 25 de setembro de 2013                           | Continuaram para a Expedição 38            | Continuaram para a Expedição 38              |                                      |                      |        | [ 45 ]        |
| Expedição 38 10 de novembro de 2013 - 11 de março de 2014     |                                                                      |                                                                |                                            |                                              |                                      |                      |        |               |
| 38                                                            |                                                                      | Oleg Kotov Michael Hopkins Sergei Ryazansky                    | Continuação da expedição anterior          | Soyuz TMA-10M 11 de março de 2014            | 166d, 6h e 25min                     |                      |        | [ 46 ]        |
| 38                                                            | Mikhail Tyurin Richard Mastracchio Koichi Wakata                     | Soyuz TMA-11M 7 de novembro de 2013                            | Continuaram para a Expedição 39            | Continuaram para a Expedição 39              |                                      |                      |        | [ 46 ]        |
| Expedição 39 11 de março de 2014 - 13 de maio de 2014         |                                                                      |                                                                |                                            |                                              |                                      |                      |        |               |
| 39                                                            |                                                                      | Koichi Wakata Mikhail Tyurin Richard Mastracchio               | Continuação da expedição anterior          | Soyuz TMA-11M 14 de maio de 2014             | 187d, 21h e 44min                    |                      |        | [ 47 ]        |
| 39                                                            | Alexandr Skvortsov Steven Swanson Oleg Artemyev                      | Soyuz TMA-12M 25 de março de 2014                              | Continuaram para a Expedição 40            | Continuaram para a Expedição 40              |                                      |                      |        | [ 47 ]        |
| Expedição 40 13 de maio de 2014 - 10 de setembro de 2014      |                                                                      |                                                                |                                            |                                              |                                      |                      |        |               |
| 40                                                            |                                                                      | Steven Swanson Alexandr Skvortsov Oleg Artemyev                | Continuação da expedição anterior          | Soyuz TMA-12M 11 de setembro de 2014         | 169d, 5h e 6min                      |                      |        | [ 48 ]        |
| 40                                                            | Maxim Surayev Alexander Gerst Gregory Wiseman                        | Soyuz TMA-13M 28 de maio de 2014                               | Continuaram para a Expedição 41            | Continuaram para a Expedição 41              |                                      |                      |        | [ 48 ]        |
| Expedição 41 10 de setembro de 2014 - 10 de novembro de 2014  |                                                                      |                                                                |                                            |                                              |                                      |                      |        |               |
| 41                                                            |                                                                      | Maxim Surayev Alexander Gerst Gregory Wiseman                  | Continuação da expedição anterior          | Soyuz TMA-13M 10 de novembro de 2014         | 165d, 8h e 1min                      |                      |        | [ 49 ]        |
| 41                                                            | Aleksandr Samokutyayev Yelena Serova Barry Wilmore                   | Soyuz TMA-14M 25 de setembro de 2014                           | Continuaram para a Expedição 42            | Continuaram para a Expedição 42              |                                      |                      |        | [ 49 ]        |
| Expedição 42 10 de novembro de 2014 - 11 de março de 2015     |                                                                      |                                                                |                                            |                                              |                                      |                      |        |               |
| 42                                                            |                                                                      | Barry Wilmore Aleksandr Samokutyayev Yelena Serova             | Continuação da expedição anterior          | Soyuz TMA-14M 12 de março de 2015            | 167d, 5h e 42min                     |                      |        | [ 50 ]        |
| 42                                                            | Terry Virts Samantha Cristoforetti Anton Shkaplerov                  | Soyuz TMA-15M 23 de novembro de 2014                           | Continuaram para a Expedição 43            | Continuaram para a Expedição 43              |                                      |                      |        | [ 50 ]        |
| Expedição 43 11 de março de 2015 - 11 de junho de 2015        |                                                                      |                                                                |                                            |                                              |                                      |                      |        |               |
| 43                                                            |                                                                      | Terry Virts Samantha Cristoforetti Anton Shkaplerov            | Continuação da expedição anterior          | Soyuz TMA-15M 11 de junho de 2015            | 199d, 16h e 43min                    |                      |        | [ 51 ]        |
| 43                                                            | Scott Kelly Gennady Padalka Mikhail Kornienko                        | Soyuz TMA-16M 23 de novembro de 2014                           | Continuaram para a Expedição 44            | Continuaram para a Expedição 44              |                                      |                      |        | [ 51 ]        |
| Expedição 44 11 de junho de 2015 - 11 de setembro de 2015     |                                                                      |                                                                |                                            |                                              |                                      |                      |        |               |
| 44                                                            |                                                                      | Gennady Padalka                                                | Continuação da expedição anterior          | Soyuz TMA-16M 12 de setembro de 2015         | 168d, 5h e 8min                      |                      |        | [ 52 ]        |
| 44                                                            | Kjell Lindgren Oleg Kononenko Kimiya Yui                             | Soyuz TMA-17M 22 de julho de 2015                              | Continuaram para a Expedição 45            | Continuaram para a Expedição 45              |                                      |                      |        | [ 52 ]        |
| 44                                                            | Scott Kelly Mikhail Kornienko                                        | Continuação da expedição anterior                              | Continuaram para a Expedição 45            | Continuaram para a Expedição 45              |                                      |                      |        | [ 52 ]        |
| Expedição 45 11 de setembro de 2015 - 11 de dezembro de 2015  |                                                                      |                                                                |                                            |                                              |                                      |                      |        |               |
| 45                                                            |                                                                      | Scott Kelly Mikhail Kornienko                                  | Continuação da expedição anterior          | Continuaram para a Expedição 46              | Continuaram para a Expedição 46      |                      |        | [ 53 ]        |
| 45                                                            | Kjell Lindgren Oleg Kononenko Kimiya Yui                             | Continuação da expedição anterior                              | Soyuz TMA-17M 11 de dezembro de 2015       | 141d, 16h e 10min                            |                                      |                      |        | [ 53 ]        |
| 45                                                            | Sergei Volkov                                                        | Soyuz TMA-18M 2 de setembro de 2015                            | Continuou para a Expedição 46              | Continuou para a Expedição 46                |                                      |                      |        | [ 53 ]        |
| Expedição 46 11 de dezembro de 2015 - 2 de março de 2016      |                                                                      |                                                                |                                            |                                              |                                      |                      |        |               |
| 46                                                            |                                                                      | Scott Kelly Mikhail Kornienko                                  | Continuação da expedição anterior          | Soyuz TMA-18M 2 de março de 2016             | 340d, 8h e 43min                     |                      |        | [ 54 ]        |
| 46                                                            | Sergei Volkov                                                        | 181d, 23h e 48min                                              | Continuação da expedição anterior          | Soyuz TMA-18M 2 de março de 2016             |                                      |                      |        | [ 54 ]        |
| 46                                                            | Timothy Kopra Yuri Malenchenko Timothy Peake                         | Soyuz TMA-19M 15 de dezembro de 2015                           | Continuaram para a Expedição 47            | Continuaram para a Expedição 47              |                                      |                      |        | [ 54 ]        |
| Expedição 47 2 de março de 2016 - 18 de junho de 2016         |                                                                      |                                                                |                                            |                                              |                                      |                      |        |               |
| 47                                                            |                                                                      | Timothy Kopra Yuri Malenchenko Timothy Peake                   | Continuação da expedição anterior          | Soyuz TMA-19M 18 de junho de 2016            | 185d, 22h e 11min                    |                      |        | [ 55 ]        |
| 47                                                            | Jeffrey Williams Aleksei Ovchinin Oleg Skripochka                    | Soyuz TMA-20M 18 de março de 2016                              | Continuaram para a Expedição 48            | Continuaram para a Expedição 48              |                                      |                      |        | [ 55 ]        |
| Expedição 48 18 de junho de 2016 - 6 de setembro de 2016      |                                                                      |                                                                |                                            |                                              |                                      |                      |        |               |
| 48                                                            |                                                                      | Jeffrey Williams Aleksei Ovchinin Oleg Skripochka              | Continuação da expedição anterior          | Soyuz TMA-20M 7 de setembro de 2016          | 172d, 18h e 42 min                   |                      |        | [ 56 ]        |
| 48                                                            | Kathleen Rubins Anatoli Ivanishin Takuya Onishi                      | Soyuz MS-01 7 de julho de 2016                                 | Continuaram para a Expedição 49            | Continuaram para a Expedição 49              |                                      |                      |        | [ 56 ]        |
| Expedição 49 6 de setembro de 2016 - 30 de outubro de 2016    |                                                                      |                                                                |                                            |                                              |                                      |                      |        |               |
| 49                                                            |                                                                      | Anatoli Ivanishin Kathleen Rubins Takuya Onishi                | Continuação da expedição anterior          | Soyuz MS-01 29 de outubro de 2016            | 86d, 2h e 22min                      |                      |        | [ 57 ]        |
| 49                                                            | Robert Kimbrough Andrei Borisenko Sergei Ryjikov                     | Soyuz MS-02 19 de outubro de 2016                              | Continuaram para a Expedição 50            | Continuaram para a Expedição 50              |                                      |                      |        | [ 57 ]        |
| Expedição 50 30 de outubro de 2016 - 10 de abril de 2017      |                                                                      |                                                                |                                            |                                              |                                      |                      |        |               |
| 50                                                            |                                                                      | Robert Kimbrough Sergei Ryjikov Andrei Borisenko               | Continuação da expedição anterior          | Soyuz MS-02 10 de abril de 2017              | 173d, 3h, 16m e 21s                  |                      |        | [ 58 ]        |
| 50                                                            | Peggy Whitson Oleg Novitskiy Thomas Pesquet                          | Soyuz MS-03 17 de novembro de 2016                             | Continuaram para a Expedição 51            | Continuaram para a Expedição 51              |                                      |                      |        | [ 58 ]        |
| Expedição 51 10 de abril de 2017 - 2 de junho de 2017         |                                                                      |                                                                |                                            |                                              |                                      |                      |        |               |
| 51                                                            |                                                                      | Peggy Whitson                                                  | Continuação da expedição anterior          | Continuou para a Expedição 52                | Continuou para a Expedição 52        |                      |        | [ 59 ]        |
| 51                                                            | Oleg Novitskiy Thomas Pesquet                                        | Continuação da expedição anterior                              | Soyuz MS-03 2 de junho de 2017             | 196d, 17h e 49m                              |                                      |                      |        | [ 59 ]        |
| 51                                                            | Jack Fischer Fyodor Yurchikhin                                       | Soyuz MS-04 20 de abril de 2017                                | Continuaram para a Expedição 52            | Continuaram para a Expedição 52              |                                      |                      |        | [ 59 ]        |
| Expedição 52 2 de junho de 2017 - 2 de setembro de 2017       |                                                                      |                                                                |                                            |                                              |                                      |                      |        |               |
| 52                                                            |                                                                      | Fyodor Yurchikhin Peggy Whitson Jack Fischer                   | Continuação da expedição anterior          | Soyuz MS-04 3 de setembro de 2017            | 136 dias                             |                      |        | [ 60 ]        |
| 52                                                            | Sergei Ryazansky Randolph Bresnik Paolo Nespoli                      | Soyuz MS-05 28 de julho de 2017                                | Continuaram para a Expedição 53            | Continuaram para a Expedição 53              |                                      |                      |        | [ 60 ]        |
| Expedição 53 2 de setembro de 2017 - 14 dezembro de 2017      |                                                                      |                                                                |                                            |                                              |                                      |                      |        |               |
| 53                                                            |                                                                      | Randolph Bresnik Sergei Ryazansky Paolo Nespoli                | Continuação da expedição anterior          | Soyuz MS-05 14 de dezembro de 2017           | 139 dias                             |                      |        | [ 61 ]        |
| 53                                                            | Aleksandr Misurkin Mark T. Vande Hei Joseph Acaba                    | Soyuz MS-06 12 de setembro de 2017                             | Continuaram para a Expedição 54            | Continuaram para a Expedição 54              |                                      |                      |        | [ 61 ]        |
| Expedição 54 14 de dezembro de 2017 - 27 de fevereiro de 2018 |                                                                      |                                                                |                                            |                                              |                                      |                      |        |               |
| 54                                                            |                                                                      | Aleksandr Misurkin Mark T. Vande Hei Joseph Acaba              | Continuação da expedição anterior          | Soyuz MS-06 28 de fevereiro de 2018          | 168 dias                             |                      |        | [ 62 ]        |
| 54                                                            | Anton Shkaplerov Scott Tingle Norishige Kanai                        | Soyuz MS-07 27 de dezembro de 2017                             | Continuaram para a Expedição 55            | Continuaram para a Expedição 55              |                                      |                      |        | [ 62 ]        |
| Expedição 55 27 de fevereiro de 2018 - 03 de junho de 2018    |                                                                      |                                                                |                                            |                                              |                                      |                      |        |               |
| 55                                                            |                                                                      | Anton Shkaplerov Scott Tingle Norishige Kanai                  | Continuação da expedição anterior          | Soyuz MS-07 03 de junho de 2018              | 168 dias                             |                      |        | [ 63 ]        |
| 55                                                            | Oleg Artemyev Andrew Feustel Richard Arnold                          | Soyuz MS-08 27 de dezembro de 2017                             | Continuaram para a Expedição 56            | Continuaram para a Expedição 56              |                                      |                      |        | [ 63 ]        |
| Expedição 56 03 de junho de 2018 - 04 de outubro de 2018      |                                                                      |                                                                |                                            |                                              |                                      |                      |        |               |
| 56                                                            |                                                                      | Andrew Feustel Oleg Artemyev Richard Arnold                    | Continuação da expedição anterior          | Soyuz MS-08 20 de dezembro de 2018           | 122 dias                             |                      |        | [ 64 ]        |
| 56                                                            | Sergey Prokopyev Alexander Gerst Serena M. Auñón-Chancellor          | Soyuz MS-09 6 de junho de 2018                                 | Continuaram para a Expedição 57            | Continuaram para a Expedição 57              |                                      |                      |        | [ 64 ]        |
| Expedição 57 04 de outubro de 2018 - 20 de dezembro de 2018   |                                                                      |                                                                |                                            |                                              |                                      |                      |        |               |
| 57                                                            |                                                                      | Alexander Gerst Sergey Prokopyev Serena M. Auñón-Chancellor    | Continuação da expedição anterior          | Soyuz MS-09                                  | 76 dias                              |                      |        | [ 65 ]        |
| 57                                                            | Oleg Kononenko David Saint-Jacques Anne McClain                      | Soyuz MS-11 3 de dezembro de 2018                              | Continuaram para a Expedição 58            | Continuaram para a Expedição 58              |                                      |                      |        | [ 65 ]        |
| Expedição 58 20 de dezembro de 2018 - 15 de março de 2019     |                                                                      |                                                                |                                            |                                              |                                      |                      |        |               |
| 58                                                            |                                                                      | Oleg Kononenko David Saint-Jacques Anne McClain                | Continuação da expedição anterior          | Continuaram para a Expedição 59              | 84d 23h 21m                          |                      |        | [ 66 ]        |
| Expedição 59 15 de março de 2019 - 24 de junho de 2019        |                                                                      |                                                                |                                            |                                              |                                      |                      |        |               |
| 59                                                            |                                                                      | Oleg Kononenko David Saint-Jacques Anne McClain                | Continuação da expedição anterior          | Soyuz MS-11 25 de junho de 2019              | 101d 22h 23m                         |                      |        | [ 67 ]        |
| 59                                                            | Aleksei Ovchinin Nick Hague Christina Hammock                        | Soyuz MS-12 14 de março de 2019                                | Continuaram para a Expedição 60            | Continuaram para a Expedição 60              |                                      |                      |        | [ 67 ]        |
| Expedição 60 24 de junho de 2019 - 03 de outubro de 2019      |                                                                      |                                                                |                                            |                                              |                                      |                      |        |               |
| 60                                                            |                                                                      | Aleksei Ovchinin Nick Hague                                    | Continuação da expedição anterior          | Soyuz MS-12 03 de outubro de 2019            | 100d 8h 11m                          |                      |        | [ 68 ]        |
| 60                                                            | Christina Hammock                                                    | Continuou para a Expedição 61                                  | Continuou para a Expedição 61              |                                              |                                      |                      |        | [ 68 ]        |
| 60                                                            | Alexandr Skvortsov Luca Parmitano Andrew R. Morgan                   | Soyuz MS-13 20 de julho de 2019                                | Continuaram para a Expedição 61            | Continuaram para a Expedição 61              |                                      |                      |        | [ 68 ]        |
| Expedição 61 03 de outubro de 2019 - 06 de fevereiro de 2020  |                                                                      |                                                                |                                            |                                              |                                      |                      |        |               |
| 61                                                            |                                                                      | Luca Parmitano Alexandr Skvortsov                              | Continuação da expedição anterior          | Soyuz MS-13 06 de fevereiro de 2020          | 125d 22h 12m                         |                      |        | [ 69 ]        |
| 61                                                            | Christina Koch                                                       | 328d 4h 48m                                                    | Continuação da expedição anterior          | Soyuz MS-13 06 de fevereiro de 2020          |                                      |                      |        | [ 69 ]        |
| 61                                                            | Andrew Morgan                                                        | Continuaram para a Expedição 62                                | Continuaram para a Expedição 62            |                                              |                                      |                      |        | [ 69 ]        |
| 61                                                            | Oleg Skripochka Jessica Meir                                         | Continuaram para a Expedição 62                                | Continuaram para a Expedição 62            | Soyuz MS-15 25 de setembro de 2019           |                                      |                      |        | [ 69 ]        |
| Expedição 62 06 de fevereiro de 2020 - 09 de abril de 2020    |                                                                      |                                                                |                                            |                                              |                                      |                      |        |               |
| 62                                                            |                                                                      | Oleg Skripochka Jessica Meir                                   | Continuação da expedição anterior          | Soyuz MS-15 09 de abril de 2020              | 70d 20h 3m                           |                      |        | [ 70 ]        |
| 62                                                            | Andrew Morgan                                                        | 271d 3h 5m                                                     | Continuação da expedição anterior          | Soyuz MS-15 09 de abril de 2020              |                                      |                      |        | [ 70 ]        |
| 62                                                            | Anatoli Ivanishin Ivan Vagner Christopher Cassidy                    | Soyuz MS-16 09 de abril de 2020                                | Continuaram para a Expedição 63            | Continuaram para a Expedição 63              |                                      |                      |        | [ 70 ]        |
| Expedição 63 17 de abril de 2020 - 21 de outubro de 2020      |                                                                      |                                                                |                                            |                                              |                                      |                      |        |               |
| 63                                                            |                                                                      | Christopher Cassidy Anatoli Ivanishin Ivan Vagner              | Continuação da expedição anterior.         | Soyuz MS-16 22 de outubro de 2020            | 187d 21h 38m                         |                      |        | [ 71 ] [ 72 ] |
| 63                                                            | Douglas Hurley Robert Behnken                                        | Demo-2 30 de maio de 2020                                      | Demo-2 1 de agosto de 2020                 | 63d 9h 8m                                    |                                      |                      |        | [ 71 ] [ 72 ] |
| 63                                                            | Sergei Ryjikov Sergey Kud-Sverchkov Kathleen Rubins                  | Soyuz MS-17 14 de outubro de 2020                              | Continuaram para a Expedição 64            | Continuaram para a Expedição 64              |                                      |                      |        | [ 71 ] [ 72 ] |
| Expedição 64 21 de outubro de 2020 - 17 de abril de 2021      |                                                                      |                                                                |                                            |                                              |                                      |                      |        |               |
| 64                                                            |                                                                      | Sergei Ryjikov Sergey Kud-Sverchkov Kathleen Rubins            | Continuação da expedição anterior          | Soyuz MS-17 17 de abril de 2021              | 177d, 2h, 1m                         |                      |        | [ 73 ]        |
| 64                                                            | Michael Hopkins Victor J. Glover Soichi Noguchi Shannon Walker       | Crew-1 16 de novembro de 2020                                  | Continuaram para a expedição seguinte      | Continuaram para a expedição seguinte        |                                      |                      |        | [ 73 ]        |
| 64                                                            | Oleg Novitskiy Pyotr Dubrov Mark Vande Hei                           | Soyuz MS-18 9 de abril de 2021                                 | Continuaram para a expedição seguinte      | Continuaram para a expedição seguinte        |                                      |                      |        | [ 73 ]        |
| Expedição 65 17 de abril de 2021 - 17 de outubro de 2021      |                                                                      |                                                                |                                            |                                              |                                      |                      |        |               |
| 65                                                            |                                                                      | Oleg Novitskiy                                                 | Continuou da expedição anterior            | Soyuz MS-18 17 de outubro de 2021            | 182d 23h 39m                         |                      |        | [ 74 ]        |
| 65                                                            | Pyotr Dubrov Mark Vande Hei                                          | Continuação da expedição anterior                              | Continuaram para a expedição seguinte      |                                              | 182d 23h 39m                         |                      |        | [ 74 ]        |
| 65                                                            | Michael Hopkins Victor J. Glover Soichi Noguchi Shannon Walker1      | Continuação da expedição anterior                              | Crew-1 2 de maio de 2021                   | Crew-1 2 de maio de 2021                     |                                      |                      |        | [ 74 ]        |
| 65                                                            | Akihiko Hoshide2 Robert Kimbrough Megan McArthur Thomas Pesquet3     | Crew-2 23 de abril de 2021                                     | Continuaram para a expedição seguinte      | Continuaram para a expedição seguinte        |                                      |                      |        | [ 74 ]        |
| 65                                                            | Anton Shkaplerov                                                     | Soyuz MS-19 05 de outubro de 2021                              | Continuou para a expedição seguinte        | Continuou para a expedição seguinte          |                                      |                      |        | [ 74 ]        |
| Expedição 66 17 de outubro de 2021 - 30 de março de 2022      |                                                                      |                                                                |                                            |                                              |                                      |                      |        |               |
| 66                                                            |                                                                      | Thomas Pesquet1 Akihiko Hoshide Megan McArthur Shane Kimbrough | Continuação da expedição anterior          | Crew-2 09 de novembro de 2021                | 164d, 6h e 7m                        |                      |        | [ 75 ]        |
| 66                                                            | Raja Chari Thomas Marshburn Matthias Maurer Kayla Barron             | Crew-3 11 de novembro de 2021                                  | Continuarão para a expedição seguinte      |                                              | 164d, 6h e 7m                        |                      |        | [ 75 ]        |
| 66                                                            | Oleg Artemyev Denis Matveev Sergei Korsakov                          | Soyuz MS-21 18 de março de 2022                                | Continuarão para a expedição seguinte      |                                              | 164d, 6h e 7m                        |                      |        | [ 75 ]        |
| 66                                                            | Anton Shkaplerov2                                                    | Continuação da expedição anterior                              | Soyuz MS-19 30 de março de 2022            |                                              | 164d, 6h e 7m                        |                      |        | [ 75 ]        |
| 66                                                            | Pyotr Dubrov Mark Vande Hei                                          | Continuação da expedição anterior                              | Soyuz MS-19 30 de março de 2022            | 354d, 20h e 16m                              |                                      |                      |        | [ 75 ]        |
| Expedição 67 30 de março de 2022 - 29 de setembro de 2022     |                                                                      |                                                                |                                            |                                              |                                      |                      |        |               |
| 67                                                            |                                                                      | Thomas Marshburn1                                              | Continuação da expedição anterior          | Crew-3 6 de maio de 2022                     | 183d, 13m 17s                        |                      |        | [ 76 ]        |
| 67                                                            | Raja Chari Thomas Marshburn Matthias Maurer Kayla Barron             |                                                                | Continuação da expedição anterior          | Crew-3 6 de maio de 2022                     | 183d, 13m 17s                        |                      |        | [ 76 ]        |
| 67                                                            | Oleg Artemyev2 Denis Matveev Sergei Korsakov                         | Continuação da expedição anterior                              | Soyuz MS-21 29 de setembro de 2022         |                                              | 183d, 13m 17s                        |                      |        | [ 76 ]        |
| 67                                                            | Kjell Lindgren Robert Hines Samantha Cristoforetti Jessica Watkins   | Crew-4 27 de abril de 2022                                     | Continuaram para a expedição seguinte      |                                              | 183d, 13m 17s                        |                      |        | [ 76 ]        |
| 67                                                            | Sergey Prokopyev Dmitriy Petelin Francisco Rubio                     | Soyuz MS-22 21 de setembro de 2022                             | Continuaram para a expedição seguinte      |                                              | 183d, 13m 17s                        |                      |        | [ 76 ]        |
| Expedição 68 29 de setembro de 2022 - 28 de março de 2023     |                                                                      |                                                                |                                            |                                              |                                      |                      |        |               |
| 68                                                            |                                                                      | Samantha Cristoforetti1                                        | Continuação da expedição anterior          | Crew-4 14 de outubro de 2022                 | 180d, 4h e 11m                       |                      |        | [ 77 ] [ 78 ] |
| 68                                                            | Kjell Lindgren Robert Hines Jessica Watkins                          |                                                                | Continuação da expedição anterior          | Crew-4 14 de outubro de 2022                 | 180d, 4h e 11m                       |                      |        | [ 77 ] [ 78 ] |
| 68                                                            | Sergei Prokopiev2 Dmitriy Petelin Francisco Rubio                    | Continuação da expedição anterior                              | Continuaram para a expedição seguinte      |                                              | 180d, 4h e 11m                       |                      |        | [ 77 ] [ 78 ] |
| 68                                                            | Koichi Wakata Nicole Mann Josh Cassada Anna Kikina                   | Crew-5 5 de outubro de 2022                                    | Crew-5 12 de março de 2023                 |                                              | 180d, 4h e 11m                       |                      |        | [ 77 ] [ 78 ] |
| 68                                                            | Stephen Bowen Warren Hoburg Sultan Al Neyadi Andrei Fediaev          | Crew-6 2 de março de 2023                                      | Continuaram para a expedição seguinte      |                                              | 180d, 4h e 11m                       |                      |        | [ 77 ] [ 78 ] |
| Expedição 69 28 de março de 2023 - 27 de setembro de 2023     |                                                                      |                                                                |                                            |                                              |                                      |                      |        |               |
| 69                                                            |                                                                      | Sergei Prokopiev Dmitri Petelin Francisco Rubio                | Continuação da expedição anterior          | Soyuz MS-23 27 de setembro de 2023           | 182d, 21h, 56m                       |                      |        | [ 81 ]        |
| 69                                                            | Stephen Bowen Warren Hoburg Sultan Al Neyadi Andrei Fediaev          | Crew-6 4 de setembro de 2023                                   | Continuação da expedição anterior          |                                              | 182d, 21h, 56m                       |                      |        | [ 81 ]        |
| 69                                                            | Jasmin Moghbeli Andreas Mogensen Satoshi Furukawa Konstantin Borisov | Crew-7 26 de agosto de 2023                                    | Continuaram para a expedição seguinte      |                                              | 182d, 21h, 56m                       |                      |        | [ 81 ]        |
| 69                                                            | Oleg Kononenko Nikolai Tchub Loral O'Hara                            | Soyuz MS-24 15 de setembro de 2023                             | Continuaram para a expedição seguinte      |                                              | 182d, 21h, 56m                       |                      |        | [ 81 ]        |
| Expedição 70 27 de setembro de 2023 - 6 de abril de 2024      |                                                                      |                                                                |                                            |                                              |                                      |                      |        |               |
| 70                                                            |                                                                      | Oleg Kononenko Nikolai Tchub                                   | Continuação da expedição anterior          | Continuarão para a expedição seguinte        | 191d 20h 9s                          |                      |        | [ 82 ]        |
| 70                                                            | Loral O'Hara                                                         | Soyuz MS-24 6 de abril de 2024                                 | Continuação da expedição anterior          |                                              | 191d 20h 9s                          |                      |        | [ 82 ]        |
| 70                                                            | Jasmin Moghbeli Andreas Mogensen Satoshi Furukawa Konstantin Borisov | Crew-7 12 de março de 2024                                     | Continuação da expedição anterior          |                                              | 191d 20h 9s                          |                      |        | [ 82 ]        |
| 70                                                            | Matthew Dominick Michael Barratt Jeanette Epps Alexandr Grebienkin   | Crew-8 4 de março de 2024                                      | Continuaram para a expedição seguinte      |                                              | 191d 20h 9s                          |                      |        | [ 82 ]        |
| 70                                                            | Tracy Caldwell                                                       | Soyuz MS-25 23 de março de 2024                                | Continuaram para a expedição seguinte      |                                              | 191d 20h 9s                          |                      |        | [ 82 ]        |
| Expedição 71 06 de abril de 2024 — 23 de setembro de 2024     |                                                                      |                                                                |                                            |                                              |                                      |                      |        |               |
| 71                                                            |                                                                      | Oleg Kononenko Nikolai Tchub                                   | Continuação da expedição anterior          | Soyuz MS-25 23 de setembro de 2024           | 170d, 4h, 32m, 32s                   |                      |        | [ 83 ]        |
| 71                                                            | Tracy Caldwell                                                       |                                                                | Continuação da expedição anterior          | Soyuz MS-25 23 de setembro de 2024           | 170d, 4h, 32m, 32s                   |                      |        | [ 83 ]        |
| 71                                                            | Matthew Dominick Michael Barratt Jeanette Epps Alexandr Grebienkin   | Continuaram para a expedição seguinte                          | Continuação da expedição anterior          |                                              | 170d, 4h, 32m, 32s                   |                      |        | [ 83 ]        |
| 71                                                            | Barry Wilmore Sunita Williams                                        | Continuaram para a expedição seguinte                          | Boeing Crew Flight Test 5 de junho de 2024 |                                              | 170d, 4h, 32m, 32s                   |                      |        | [ 83 ]        |
| 71                                                            | Aleksei Ovchinin Ivan Vagner Donald Pettit                           | Continuaram para a expedição seguinte                          | Soyuz MS-26 11 de setembro de 2024         |                                              | 170d, 4h, 32m, 32s                   |                      |        | [ 83 ]        |

### Expedição atual
| #            | Insígnia                                                           | Tripulação                        | Veículo de lançamento Data de lançamento | Veículo de aterrissagem Data de aterrissagem | Duração (dias)                         | Imagem da tripulação | Poster | Ref    |
| ------------ | ------------------------------------------------------------------ | --------------------------------- | ---------------------------------------- | -------------------------------------------- | -------------------------------------- | -------------------- | ------ | ------ |
| Expedição 72 |                                                                    |                                   |                                          |                                              |                                        |                      |        |        |
| 72           |                                                                    | Sunita Williams Barry Wilmore     | Continuação da expedição anterior        | Crew-9                                       | 176 dia(s) e 19 hora(s) (em andamento) |                      |        | [ 84 ] |
| 72           | Nick Hague Alexandr Gorbunov                                       | Crew-9 28 de setembro de 2024     |                                          | Crew-9                                       | 176 dia(s) e 19 hora(s) (em andamento) |                      |        | [ 84 ] |
| 72           | Aleksei Ovchinin Ivan Vagner Donald Pettit                         | Continuação da expedição anterior | Soyuz MS-26                              |                                              | 176 dia(s) e 19 hora(s) (em andamento) |                      |        | [ 84 ] |
| 72           | Matthew Dominick Michael Barratt Jeanette Epps Alexandr Grebienkin | Continuação da expedição anterior | Crew-8 25 de outubro de 2024             |                                              | 176 dia(s) e 19 hora(s) (em andamento) |                      |        | [ 84 ] |
| 72           | Anne McClain Nichole Ayers Takuya Onishi Kirill Peskov             | Crew-10                           | Continuarão para a expedição seguinte    |                                              | 176 dia(s) e 19 hora(s) (em andamento) |                      |        | [ 84 ] |
| 72           | Sergei Ryjikov Alexey Zubritsky Jonny Kim                          | Soyuz MS-27                       | Continuarão para a expedição seguinte    |                                              | 176 dia(s) e 19 hora(s) (em andamento) |                      |        | [ 84 ] |

### Futuras expedições
| # | Insígnia | Tripulação | Veículo de lançamento Data de lançamento | Veículo de aterrissagem Data de aterrissagem | Duração (dias) | Imagem da tripulação | Poster | Ref |
| - | -------- | ---------- | ---------------------------------------- | -------------------------------------------- | -------------- | -------------------- | ------ | --- |

Legenda:
     Lacunas cujas informações são futuras e que posteriormente serão preenchidas.

### Expedição cancelada
| #              | Tripulação                      | Data de lançamento | Motivo do cancelamento | Ref                  |
| -------------- | ------------------------------- | ------------------ | --- | -------------------- |
| Expedição Zero | Gennady Padalka Nikolai Budarin | 2000               | Essa expedição seria acionada na eventualidade de não haver a acoplagem entre os módulos Zarya e Zvezda. Ao ser bem sucedido, a expedição não foi necessária e a Soyuz No. 205 passou para a Soyuz TM-31. | [ 85 ] [ 86 ] [ 87 ] |